# A/traverso
A/traverso est une revue underground fondée à Bologne en 1975. Elle est issue d'un collectif du même nom (dont Franco Berardi), qui s'inscrit dans l'environnement étudiant bolognais. De nombreux membres du collectif font partie du comité de rédaction de Radio Alice et s’auto-définissent comme "mao-dadaistes".

## Éléments historiques
Éditée au format tabloïd, la revue tirée au départ à environ un millier d'exemplaires et parue de manière irrégulière jusqu'au numéro 14 en été 1981. En 1976, la rédaction de la revue écrit un manifeste qui expose le programme du groupe : Alice è il diavolo. Sulla strada di Majakovskij: testi per une pratica comunicazione sovversiva (en français : Alice c'est le diable. Sur la trace de Maïakovski : textes pour une communication pratique subversive).
Le logo de la revue est réalisé en 1975 par Claudio Cappi, en accolant ensemble les lettres présentes sur les logos des journaux de gauche de l'époque (l'Unità, il Manifesto, Lotta Continua, Rosso).